# Zawonia (Neder-Silezië)
Zawonia is een dorp in het Poolse woiwodschap Neder-Silezië, in het district Trzebnicki. De plaats maakt deel uit van de gemeente Zawonia.